# Grange Moor
Grange Moor är en by i Kirklees i West Yorkshire i England. Byn ligger 19,2 km från Leeds. Orten har 1 164 invånare (2015).